# Alex Mawimbi
Alex Mawimbi, trước đây là Ato Malinda, là một nghệ sĩ biểu diễn đa ngành sinh ra ở Kenya và đang cư trú tại Rotterdam.

## Đầu đời và sự nghiệp
Alex Mawimbi sinh Ato Malinda năm 1981  tại Kenya. Cô nhận bằng Thạc sĩ Mỹ thuật của Học viện Transart ở New York. 
Công việc của cô khám phá các khía cạnh của bản sắc và tính xác thực của châu Phi trong các phương tiện bao gồm hiệu suất, vẽ và sơn, sắp đặt, gốm sứ và video. Cô cũng tập trung vào giới tính và giới tính nữ, đặc biệt là những câu chuyện về cộng đồng LGBTQ và đại diện nguyên khối của bảo tàng phương Tây ở châu Phi. 
Tại hội chợ ba năm SUD năm 2010 ở Douala, Cameroon, Mawimbi đã trình diễn một tác phẩm về huyền thoại của nữ thần nước Mami Wata. Nữ thần, có huyền thoại bắt nguồn ngay trước sự trỗi dậy của chủ nghĩa thực dân, được cho là đồng thời mang lại sự giàu có bội thu và lấy đi mạng sống của những người tình của cô. Mawimbi trình bày Mami Wata dưới dạng năng lượng nước chứ không phải là một nàng tiên cá, và thực hiện huyền thoại trong rừng ngập mặn của sông Wouri của Douala. Hiệu suất đã được quan sát và ghi lại. 
Năm 2016, cô là một người được trao giải tại Bảo tàng Nghệ thuật Châu Phi đầu tiên của Bảo tàng Nghệ thuật Châu Phi  và được The Wall Street Journal nhấn mạnh là một nghệ sĩ mới nổi. 

## Triển lãm được chọn
Solo
- The Armory Show, Circle Art Gallery Boooth, 2016 [6]
- Kalao Panafrican Creations, Bilbao, "Khám phá bản thân: Gương của cô", 2013 [6]
- Dans Mon Brun, Doual'art, 2009 [6]

Nhóm
- [6]